# Ur-religião
Ur-religião (em alemão:  Urreligion) é uma forma postulada "original" ou "mais antiga" de tradição religiosa (o prefixo alemão ur- expressa a ideia de "original", "primitivo", "ancião", "primitivo" ou "proto-"). O conceito contrasta com o da religião organizada, conforme encontrado (por exemplo) nas teocracias das primeiras culturas urbanas do Antigo Oriente Próximo ou nas religiões mundiais conforme elas se desenvolveram. O termo alemão "urreligion" se originou no contexto do Romantismo alemão.

## História
Friedrich Creuzer apresentou a noção de uma religião monoteísta primitiva em 1810 — uma ideia adotada por outros autores do período romântico, como J. J. Bachofen, mas decididamente oposta por Johann Heinrich Voss. Goethe, em uma conversa com Eckermann em 11 de março de 1832, discutiu a "ur-religião" humana, que ele caracterizou como "natureza pura e razão [pura], de origem divina". A cena final de Fausto Parte Dois (1832) foi considerada como uma evocação "à 'ur-religião' da humanidade".
Frequentemente usado no sentido de religião natural ou indígena, o comportamento religioso das sociedades tribais pré-modernas, como xamanismo, animismo e adoração aos ancestrais (por exemplo, mitologia aborígene australiana), o termo urreligion também foi usado por adeptos de várias religiões para apoiar a alegação de que sua própria religião é de alguma forma "primitiva" ou "mais antiga" do que as tradições concorrentes. No contexto de uma dada fé religiosa, a crença literal em uma criação pode ser a base da primalidade.
Em particular, o "ur-monoteísmo" compreende a afirmação histórica de que a religião primitiva era monoteísta. Alguns rejeitaram essa hipótese, e certos círculos apologéticos cristãos a defendem.
O misticismo germânico do século XIX às vezes afirmava que as runas germânicas davam testemunho de uma religião primitiva. Alguns novos movimentos religiosos mais recentes que afirmam restaurar a religião primitiva incluem o Godianismo e a Umbanda.